# Shivasutra
Die kaschmirischen Shivasutras (bzw. Shiva-Sutras; Sanskrit शिवसूत्र Śivasūtra) sind die richtungsweisenden Schriften des kaschmirischen Shivaismus.
Sie werden dem Weisen Vasugupta (um 875–925) zugeschrieben, der  in der Nähe
des Berges Mahadeva im Tal des Harvan-Flusses in der Nähe von Srinagar lebte.
Nach der Sage empfing er die Aphorismen in einem Traumbesuch eines Siddha, eines halbgöttlichen Wesens.
Nach einer anderen Version soll Gott Shiva zu ihm im Traum gekommen sein und ihn angewiesen haben, zu einem bestimmten Felsen (Shankaropala) zu gehen, in den er die Sutras eingemeißelt finden werde.
Die Shivasutras werden daher als göttlichen Ursprungs angesehen und nicht als Produkt menschlichen Geistes.
Historisch gesehen sind die monistischen Shivasutras und die zugehörige Schule des kaschmirischen Shivaismus ein Teil der tantrischen oder agamischen Tradition.
Die Tantriker sahen sich als unabhängig vom vedischen Hauptstrom von Gedankengut, Praxis und Regelwerk. Die Zahl 78 hatte im Vedanta eine besondere Bedeutung.
Diese Sutras sind der Typ von Hindu-Schriften die als Agamas bekannt sind, und
sie sind auch bekannt als die Shiva Upanishad Samgraha oder Shivarahasyagama Samgraha.

## Inhalt
Die Shivasutras beinhalten 78 Strophen und sind in drei Abschnitten aufgebaut:
- - sambhavopaya – Universelles Bewusstsein

- - saktopaya –  Die Entstehung des angeborenen Wissens

- - anavopaya –  Die Transformationen des Individuums

Nach dem Kommentator Kshemaraja (10. Jahrhundert) korrespondieren die drei Teile mit den drei Mitteln (upayas) zur Erreichung der Befreiung.
Im Malinivijaya-Tantra  definiert Abhinavagupta shambhavopaya als das upaya (Mittel)
mit dem der Aspirant Zugang zum höchsten Bewusstsein nur durch die Gnade des Meisters erhält. Er benutzt weder Gedanken (dhyana) noch ein Mantra oder irgendeine Art der Meditation.
Shaktopaya ist nach seiner Interpretation das upaya, wo der Aspirant mystischen Zugang (samavesha) durch Kontemplation jenes mentalen Objektes (wie 'Ich bin All-Bewusstsein') erhält, das nicht gesprochen noch rezitiert werden kann.
Anavopaya ist nach seiner Definition das upaya (Mittel), wo mystischer Zugang durch Konzentration auf Teile des Körpers, durch Kontemplation (dhyana) und Rezitation mit Unterstützung von Atem (uccara) und Mantras stattfindet.
In seinem Tantraloka hatte Abhinavagupta zuerst shambavopaya als das höchste upaya definiert und ausgearbeitet. Es folgen Beschreibungen von shaktopaya und anavopaya.
Es existieren eine Reihe von Kommentaren von Vasuguptas Zeitgenossen und Nachfolgern. Die bekanntesten sind die Kshemerajas Vimarshini (10. Jahrhundert), die Jaideva Singh ins Englische übersetzte, und die Übersetzung von Swami Lakshman Joo. Des Weiteren existiert ein Kommentar, genannt Varttika, von Baskara (11. Jahrhundert), der von Mark Dyczkowski 1992 ins Englische übersetzt wurde. Weiterhin existieren mehrere englische Übersetzungen der Shivasutras (Swami Shankarananda, Swami Lakshmanjoo, S.C. Kak).